# Chloractis pulcherrima
Chloractis pulcherrima là một loài bướm đêm trong họ Geometridae.